# Франтішек Грубін
Франтішек Грубін (чеськ. František Hrubín; 17 вересня 1910, Виногради — 1 березня 1971, Чеські Будейовиці) — чеський письменник, поет, драматург, сценарист і перекладач. Писав природну та любовну лірику, згодом звернувся до поезії, що відображає тривоги та переживання. Також працював у галузі драматургії та кінематографії, створюючи сценарії для фільмів. Як перекладач, особливо зосереджувався на французькій літературі, адаптуючи твори класичних авторів чеською мовою.

## Біографія

### Ранні роки
Франтішек Грубін народився в родині будівельного асистента Франтішека Грубіна (1880) з Брежан та Анни Новотної (1887) з Лешан. Його родина проживала у Виноградах, однак із початком Першої світової війни батька мобілізували, і мати в 1914 році переїхала з синами до свого батька, Йозефа Новотного, у село Лешани. Грубін ріс у мальовничому регіоні Посазаві, який відіграв значну роль у його творчому становленні. Лешани стали важливим місцем у його житті, адже саме тут він отримав свої перші літературні враження, які пізніше трансформувалися у його твори. З дитинства він захоплювався природою, фольклором та народною культурою, що згодом відобразилося у його поезії.

### Освіта та рання діяльність
З 1916 по 1922 рік навчався в місцевій школі Лешан. Після цього продовжив освіту в кількох гімназіях Праги, де проявив талант до літератури. Уже в юнацькі роки почав писати власні поезії, які відзначалися глибоким емоційним забарвленням. Після закінчення школи у 1932 році вступив до Карлового університету, де намагався вивчати філософію та право, але не завершив навчання через матеріальні труднощі. Від 1934 року працював у Міській бібліотеці Праги, а згодом — у Міністерстві інформації Чехословаччини, де мав змогу спілкуватися з провідними літераторами країни.

### Родина
2 грудня 1939 року Франтішек одружився з Ярмілою Голою. У них народилося двоє дітей: дочка Їтка (1940–2020), яка стала перекладачкою, та син Віт (1945–1995), кінорежисер і телевізійний продюсер. Родина Грубіна підтримувала тісні зв'язки з багатьма діячами культури, що сприяло його творчому розвитку.

### Творчість та суспільна діяльність
Франтішек Грубін відіграв значну роль у заснуванні дитячого журналу "Mateřídouška", який редагував у 1945–1948 роках. Він прагнув донести до дітей любов до поезії, розвивати їхню уяву та естетичне сприйняття світу. Перекладав з французької (наприклад, Шарль Бодлер, Стефан Малларме, Артюр Рембо, Поль Верлен), німецької та, у лінгвістичній співпраці, з низки інших мов (наприклад, китайської, індійських мов, російської, сербськохорватської).
На II з'їзді Спілки чехословацьких письменників (1956) разом із Ярославом Сейфертом різко критикував зв'язок літератури з політикою. Він публічно підтримав переслідуваних митців, зокрема поета Їржі Колара, і виступив проти негативних оцінок творчості Франтішка Галаса. Через ці заяви Грубіна на деякий час позбавили можливості публікувати власні твори, дозволяючи лише переклади та дитячу літературу. Його самостійна творчість неодноразово зазнавала цензурних обмежень.

### Останні роки
З 1945 року мешкав у Празі-Голешовицях і Лешанах, а також часто відвідував Хлум у Тршебоні, де згодом придбав будинок. Останні роки життя були непростими через політичні утиски та стан здоров'я. Незважаючи на труднощі, він продовжував працювати, перекладаючи та редагуючи літературні твори.
Франтішек Грубін помер 1 березня 1971 року в Чеських Будейовиціх. Похований на Вишеградському кладовищі в Празі, де його могила стала місцем вшанування для шанувальників його творчості.

### Цікаві факти
Під час II з'їзду Спілки чехословацьких письменників "Літерарні новіни" спершу опублікували виступи Грубіна та Сейферта в повному обсязі, проте випуск від 20 травня 1956 року вже не містив їхніх промов, залишаючи лише виступи інших учасників дискусії.
За спогадами чеського літературознавця Вацлава Черного, під час візиту до Парижа у 1966 році Грубін отримав листа від письменника Яна Чепа, який запрошував його на зустріч. Однак Грубін, лояльний до режиму, продемонстрував свою відданість владі, демонстративно знищивши листа в присутності свідків.
Ф. X. Шалда про творчість Грубіна сказав: "Тихий екстатик і зачарований мелодик".

### Переклади
- "Куємо щастя" : Уривок з поеми / Пер. В.Швеця // Дніпро. - 1950. - №8. - С. 14-16
- "У новорічну ніч" : Вірш / Пер. Т. Масенка // Вітчизна. - 1956. - Nº 5. - C. 102—103.
- «...Нехай в тобі, мій співе, сумнів біль...» : Вірш / Пер. Г. Кочура // Вітчизна. - 1960. - Nº 5. — С. 113.
- "Життя" ; "Сонячний ліс"; «З дівчиною біля кринички в лузі...»: Вірші / Пер. В. Стругинського // Всесвіт. — 1966. - Nº 5. — C. 79-81.
- "Пора закоханих" : Вірш / Пер. Р. Лубківського // Жовтень. — 1972.— Nº 7. — С. 16.
- "Про що співає деревце": збірка віршів для дітей / Ф. Грубін ; пер. з чес. Володимира Лучука. — Київ, 1975.
- [Вірші] / Ф. Грубін ; пер. з чес. Володимира Лучука // Чарівний глобус. — Львів, 1977.
- "Мізинчик та його товариші": казки / Ф. Грубін ; пер. з чес. В. Бичка; мал. О. Кошеля. — К.: Веселка, 1982. — 40 с.: іл.

## Поетичні збірки
- Співано здалека (Zpíváno z dálky) – 1933 – пісенна мелодійна поезія, близька до стилю Ярослава Сейферта.
- Краса по бідності (Krásná po chudobě) – 1935 – мотиви народження і смерті, землі та Всесвіту, прагнення до гармонії, звернення до позитивних цінностей.
- Земля по полудні (Země po polednách) – 1937.
- Бджолині стільники (Včelí plást) – 1940 – медитативна поезія.
- Земля-суддя (Země sudička) – 1941 – звернення до традиційних поетичних цінностей. Написана в період окупації; стверджує, що земля – єдина певність.
- Помах крил (Mávnutí křídel) – 1944.
- Цикади (Cikády) – 1944.
- Поема Ніч Йова (Jobova noc) – 1945 – символічний вираз загрози рідній землі, п’ятичастинна поема, патетичний образ чеського народу.
- Хліб зі сталлю (Chléb s ocelí) – 1945 – реакція на війну.
- Хіросіма (Hirošima) – 1948 – лірико-епічний твір, вільний вірш. Марксистська критика не сприйняла цей твір. Оповідає про долі людей перед вибухом.
- Перетворення (Proměna) – 1957.
- Аж до кінця любові (Až do konce lásky) – 1961.
- Романс для флюгельгорна (Romance pro křídlovku) – 1962; у 1966 році екранізовано режисером О. Ваврою.
- Чорний денник (Černá denice) – 1968.
- Поема Лешанські ясла (Lešanské jesličky) – 1970.

## Проза
- За столом (U stolu) – 1958.
- Золота ренета (Zlatá reneta) – 1964.

## Драма
- Серпнева неділя (Srpnová neděle) – 1958 – відхід від робітничої тематики, дія відбувається біля південночеського ставка. Персонажі не мають чітко позитивних або негативних рис. Відзначається соціальними й поколінними конфліктами. Екранізована в 1960 році (реж. О. Вавра).
- Кришталева ніч (Křišťálová noc) – 1961.
- Олдржих і Божена (Oldřich a Božena) – 1984 року екранізована режисером О. Ваврою.

## Твори для дітей
Франтішек Грубін писав дитячі вірші, загадки, лічилки, пісеньки та казки:
- Говоріть зі мною (Říkejte si se mnou) – 1943 – модерна дитяча поезія, що використовує народну словесність.
- Як ловити сонечко (Jak se chytá sluníčko) – 1948.
- Граємо цілий день (Hrajeme si celý den) – 1955.
- Біжить вівця, біжить (Běží ovce, běží) – 1957 – загадки, ілюстровані Дагмар Бєрковою.
- Світить, сонечко, світи (Sviť, sluníčko, sviť) – 1961.
- Несу, несу квіти (Nesu, nesu kvítí) – 1951 – вірші про квіти.
- Шпачок віршів і казок (Špalíček veršů a pohádek) – 1960, ілюстрований Їржі Трнкою.

## Нагороди та визнання
Державні премії:
- 1942 – Державна премія за літературу за збірку Země sudička
- 1954 – Державна премія за літературу за поезії Mánesův orloj, Kuřátko v obilí, Hrajte si s námi
- 1958 – Державна премія за літературу за твори Můj zpěv і Proměna
- 1964 – Премія Марії Маєрової (за найкращі твори дитячої літератури)
- 1966 – Звання національний артист
- 1968 – Премія Марії Маєрової
- 1968 – Державна премія за літературу та за кіносценарій Romance pro křídlovku
- 1969 – Пам'ятна медаль до 100-річчя від народження Отакара Бржезіни, вручена на відзначення 40-ї річниці з дня його смерті

## Вшанування пам’яті
Назви вулиць:
- Вулиця Hrubínova є в містах: Прага 4, Бенешов, Градець-Кралове, Нератовіце, Їрни
- Вулиця Františka Hrubína знаходиться в: Чеські Будейовиці, Теплиці, Тршебич, Світави, Гавіржов

Пам'ятники та меморіальні місця:
- Бюст Франтішека Грубіна встановлено в Гавіржові та Хлумі у Тршебоні
- У 2015 році обговорювалося питання встановлення пам'ятної дошки Франтішека Грубіна у Празі 7

Меморіальна кімната:
- Меморіальна кімната Франтішека Грубіна розташована у Лешанах, будинок №23 (округ Бенешов)

## Зовнішні посилання
- Франтішек Грубін у "Словнику чеської літератури після 1945 року"
- Спілка чехословацьких письменників у "Словнику чеської літератури після 1945 року"
- Твори Ф. Грубіна в Архіві Чеського радіо
- Франтішек Грубін у базі даних Архіву Національного театру
- Франтішек Грубін на Kinobox.cz
- Збережені уривки поезії (архівовано 9 жовтня 2012 року)
- Франтішек Грубін у Чесько-Словацькій кінематографічній базі даних
- Франтішек Грубін в Internet Movie Database (англ.)
- "Крила моїх кохань" – остання поетична збірка
- ČRo, Мілош Долежал: "Та річка дитинства, моєї юності"